# Harma van Kreij
Harma Anna Cornelia van Kreij (* 11. November 1993 in Venray, Niederlande) ist eine niederländische Handballspielerin, die dem Kader der niederländischen Nationalmannschaft angehört.

## Karriere

### Im Verein
Harma van Kreij begann das Handballspielen in ihrer Geburtsstadt beim HV Manual. Nachdem die Rückraumspielerin anschließend für Bevo HC aufgelaufen war, schloss sie sich im Sommer 2012 dem niederländischen Erstligisten HandbaL Venlo an. Zwei Jahre später unterschrieb sie einen Vertrag beim deutschen Drittligisten TuS Lintfort. 2016 stieg sie mit Lintfort in die 2. Bundesliga auf.
Harma van Kreij wechselte im Sommer 2016 zu Borussia Dortmund. Anfangs war offen, ob sie für die erste oder zweite Mannschaft auflaufen würde. Letztendlich schaffte Harma van Kreij in der ersten Saison den Sprung in die Bundesligamannschaft, bei der sie sich oftmals in der Startformation befand. Mit Dortmund lief sie in der Saison 2018/19 im EHF-Pokal auf. In drei Spielzeiten in Dortmund erzielte sie insgesamt 204 Bundesligatreffer. Zur Saison 2019/20 wechselte die Rechtshänderin zum slowenischen Spitzenverein Rokometni Klub Krim, mit dem sie stets an der EHF Champions League teilnahm. Mit Krim gewann sie 2020, 2021 und 2022 die slowenische Meisterschaft sowie 2022 den slowenischen Pokal.
Harma van Kreij kehrte im Sommer 2022 zu Borussia Dortmund zurück. Im Jahr 2024 schloss sie sich dem rumänischen Erstligisten CSM Corona Brașov an.

### In der Nationalmannschaft
Harma van Kreij bestritt am 15. Dezember 2020 beim letzten Hauptrundenspiel der Europameisterschaft 2020 ihr Debüt für die niederländische Nationalmannschaft. Dabei warf sie ein Tor gegen Rumänien. Mit der niederländischen Auswahl belegte sie am Turnierende den sechsten Platz.